# Knihovny Semináře dějin umění Masarykovy univerzity
Knihovna Semináře dějin umění je knihovna specializovaná na dějiny umění, umístěná v budově Filozofické fakultě Masarykovy univerzity (budova K).

## Historie
Knihovna byla založena v roce 1926 společně se Seminářem dějin umění. Jejím základem se staly osobní knihovny, převážně německy psané literatury, Eugena Dostála, Františka Táborského a později knihovna zrušené německé části Univerzity Karlovy v Praze. V poválečném období byla knihovna doplňována především domácí literaturou, zahraniční publikace byly získávány díky osobní iniciativě Václava Richtera a Alberta Kutala nebo výměnou za domácí produkci. Po roce 1990 byl nákup knih podpořen grantem John-Paul Getty Trust, byla tak postupně pokryta mezera vzniklá za normalizačního období. Významným přírůstkem byla sbírka starých tisků, kterou univerzita získala od Matice Moravské obsahující díla významných autorů (Jacopo Barozzi da Vignola, Pierre Le Muet, Andrea Palladio, Francesco Muttoni, Gérard de Lairesse, Andrea Pozzo, Johann Joachim Winckelmann atd.) Součástí fondu je také sbírka diapozitivů, fotografií a plánové dokumentace objektů. V roce 2015 daroval významný počet publikací německý historik Hans Belting, kvůli čemuž vznikla nová velká studovna v bývalé tělocvičně v přízemí budovy.

## Gettyho knihovna
Příruční studovna a knihovna pro 15 lidí, která vznikla v roce 1992 díky daru The Getty Grant Program, je vybavena základní uměleckohistorickou literaturou, která je rozdělena oborově a obsahuje velké encyklopedie a edice knih. Uprostřed místnosti je bronzová plastika Mnémosyné sochaře Nikose Armutidise z roku 1994.

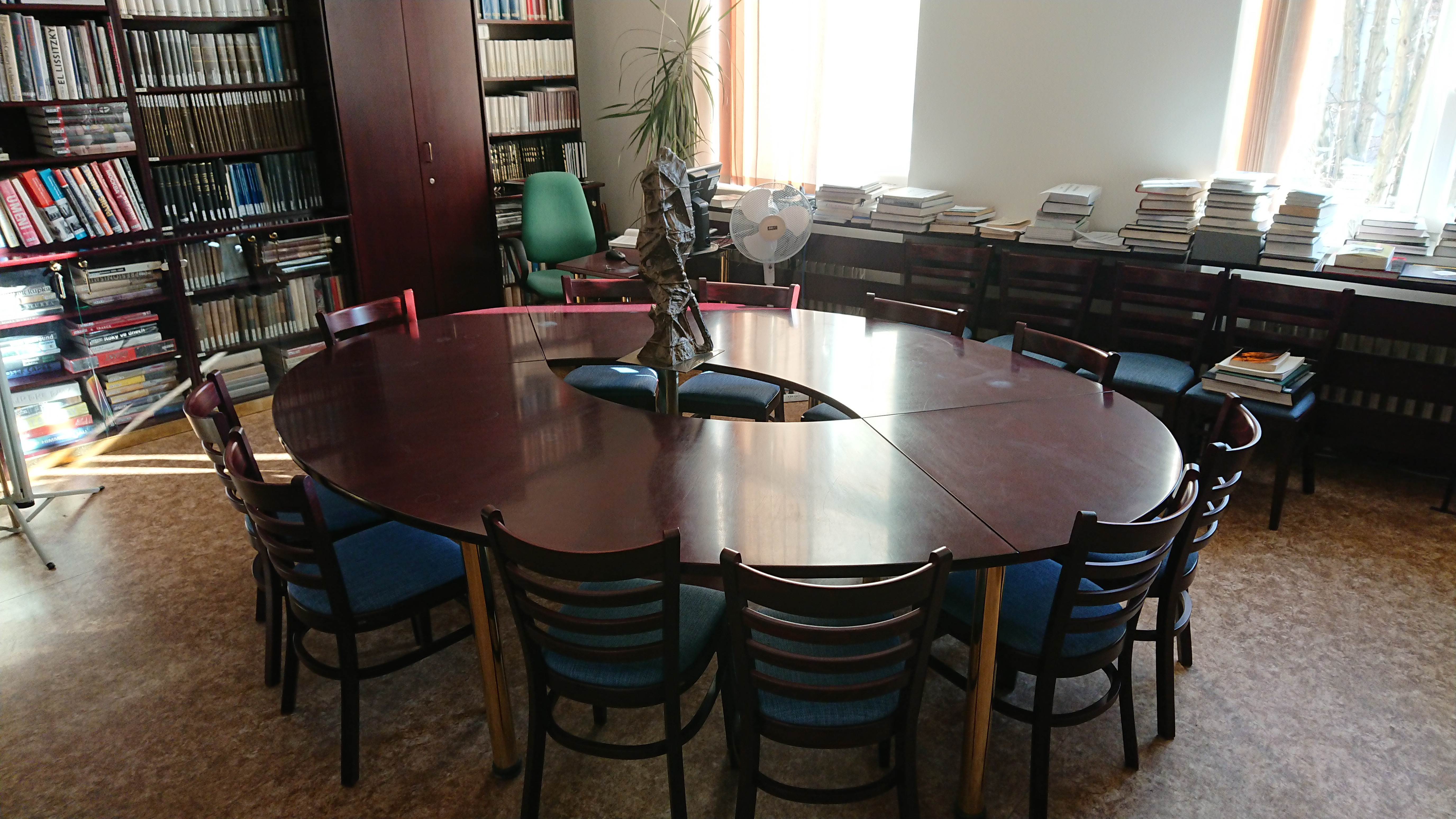
Studovna Gettyho knihovny
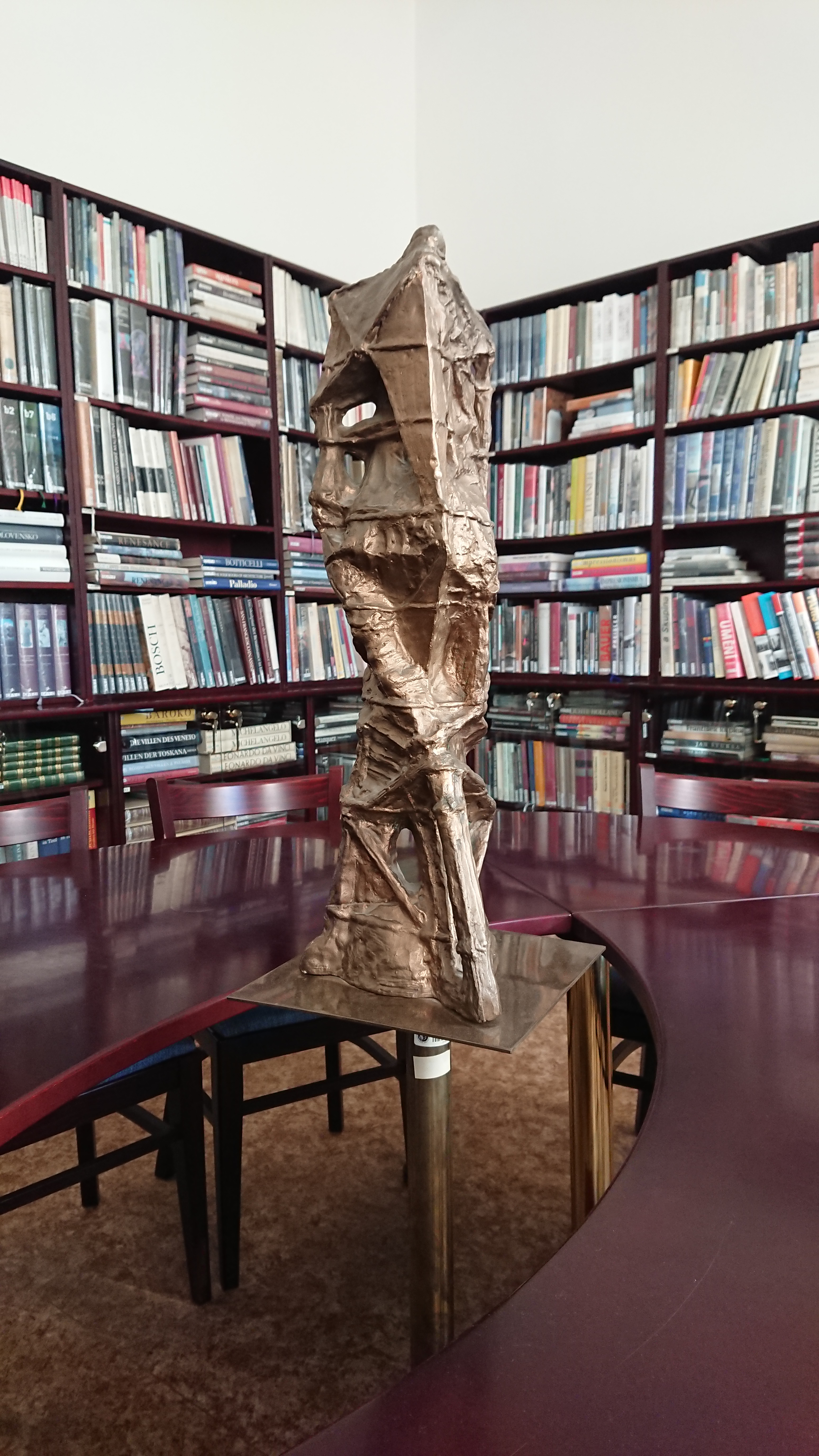
Plastika Mnémosyné, Nikos Armutidis, 1994

## Knihovna Hanse Beltinga
Studovna a knihovna je zaměřená na dějiny a umění středověku v oblasti Středomoří a byzantologii. Pojmenována byla po německém historikovi Hansi Beltingovi, který daroval svoji sbírku knih společně se sbírkou Christy Belting-Ihm Centru raně středověkých studií. Belting tak učinil po několika pozváních do Brna v letech 2014 a 2015, kdy zde přednášel a obdržel pamětní medaili filozofické fakulty a navázal kontakt s vedoucím centra Ivanem Folettim. Následně jej pracovníci centra navštívili osobně v Karlsruhe a navázali s ním spolupráci. Podle slov Beltinga je Centrum jedno z nejlepších pracovišť svého druhu v Evropě, uchvátil jej totiž entusiasmus a znalosti místních studentů a pedagogů dějin umění, a také mezinárodní časopis Convivium plnící jeho představu o kulturním propojení západu a východu. Svou roli hrál i jeho nostalgický vztah k Čechům skrze byzantologa Františka Dvorníka, díky kterému získal stipendium v USA. Knihovna byla, po první části daru čítajícím přes 2000 knih, zřízena v bývalé tělocvičně. Do nové knihovny s kapacitou až 16 tisíc knih byla přenesena tematická část fondu Gettyho knihovny, posléze byla knihovna slavnostně otevřena 19. dubna 2016 za přítomnosti samotného Hanse Beltinga. Centrum raně středověkých studií tak získalo zázemí srovnatelné s nejlepšími evropskými institucemi. Získaná sbírka totiž obsahuje zásadní literaturu nezbytnou pro studium středověkého umění, která ve střední Evropě donedávna chyběla. Jde především o publikace věnované rukopisům z Východu, z oblasti Apeninského poloostrova, dále umění Konstantinopole, Benátek, jižní Itálie, Říma, Ravenny, Ruska a Kavkazu. Darovaná sbírka zahrnuje i faksimile a vzácné originální výtisky. Další knihy jsou v plánu získat darem od dalších tří badatelů.

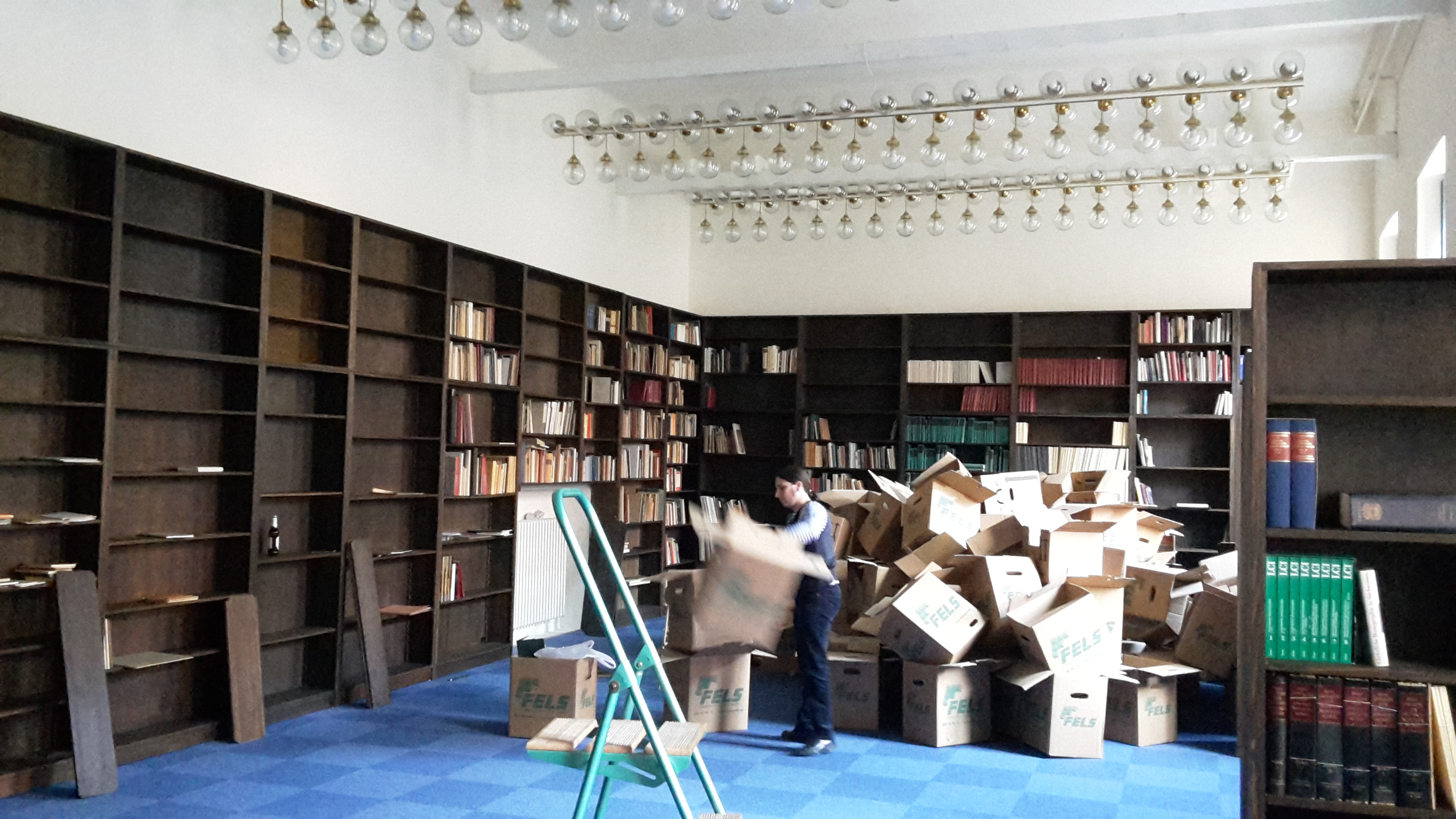
Vybalování knih
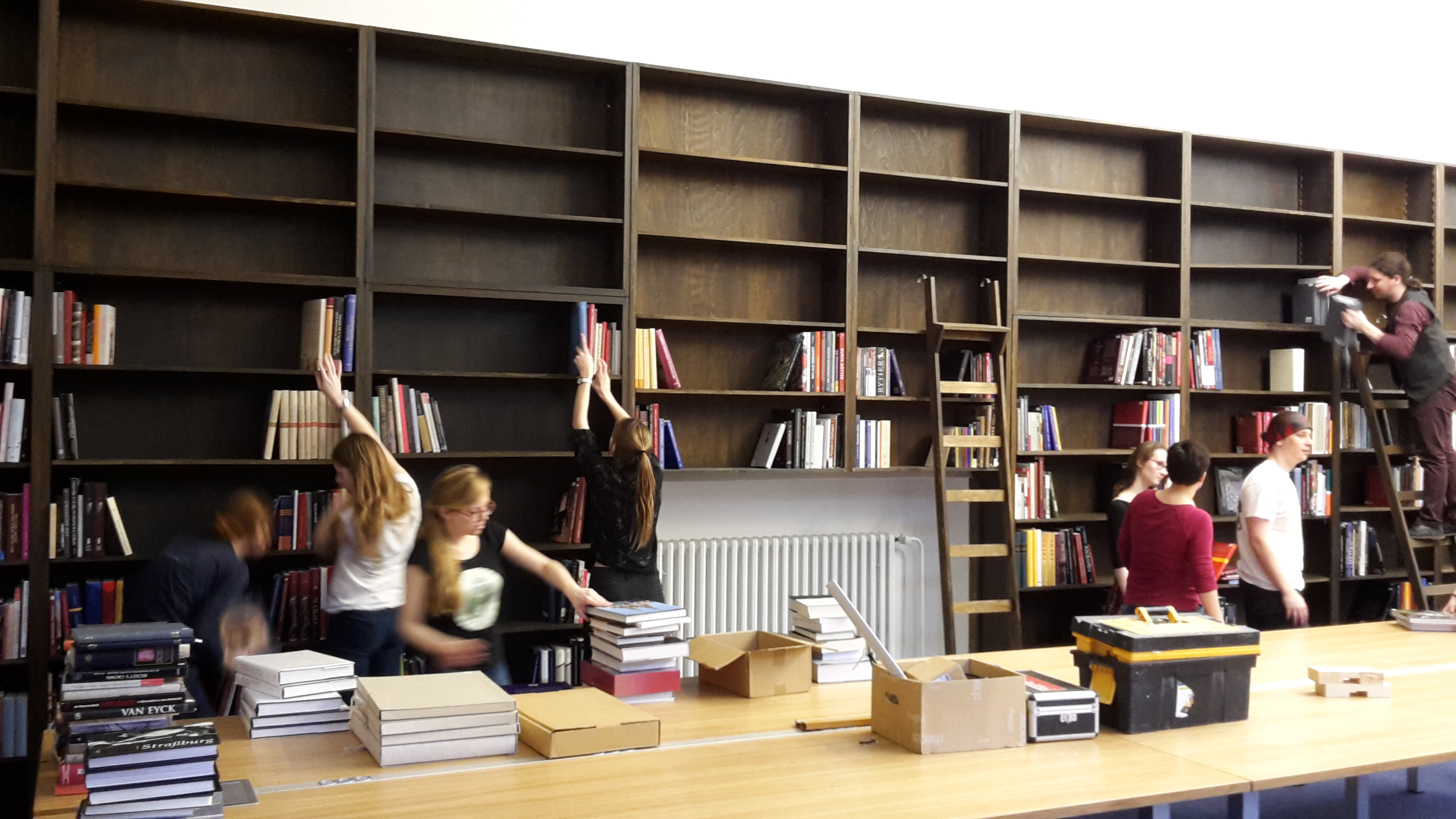
Vkládání knih do polic
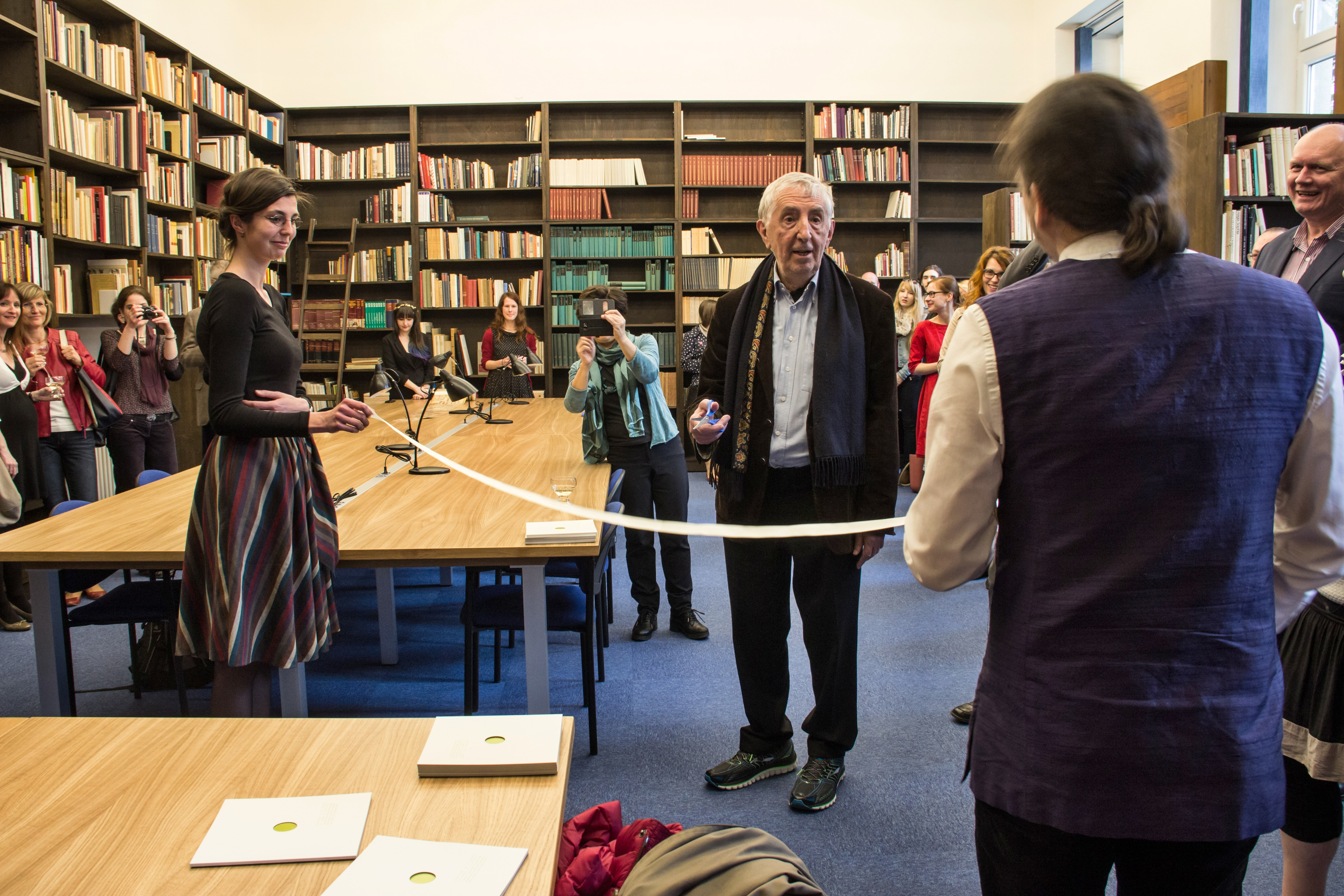
Ceremoniální stříhání pásky
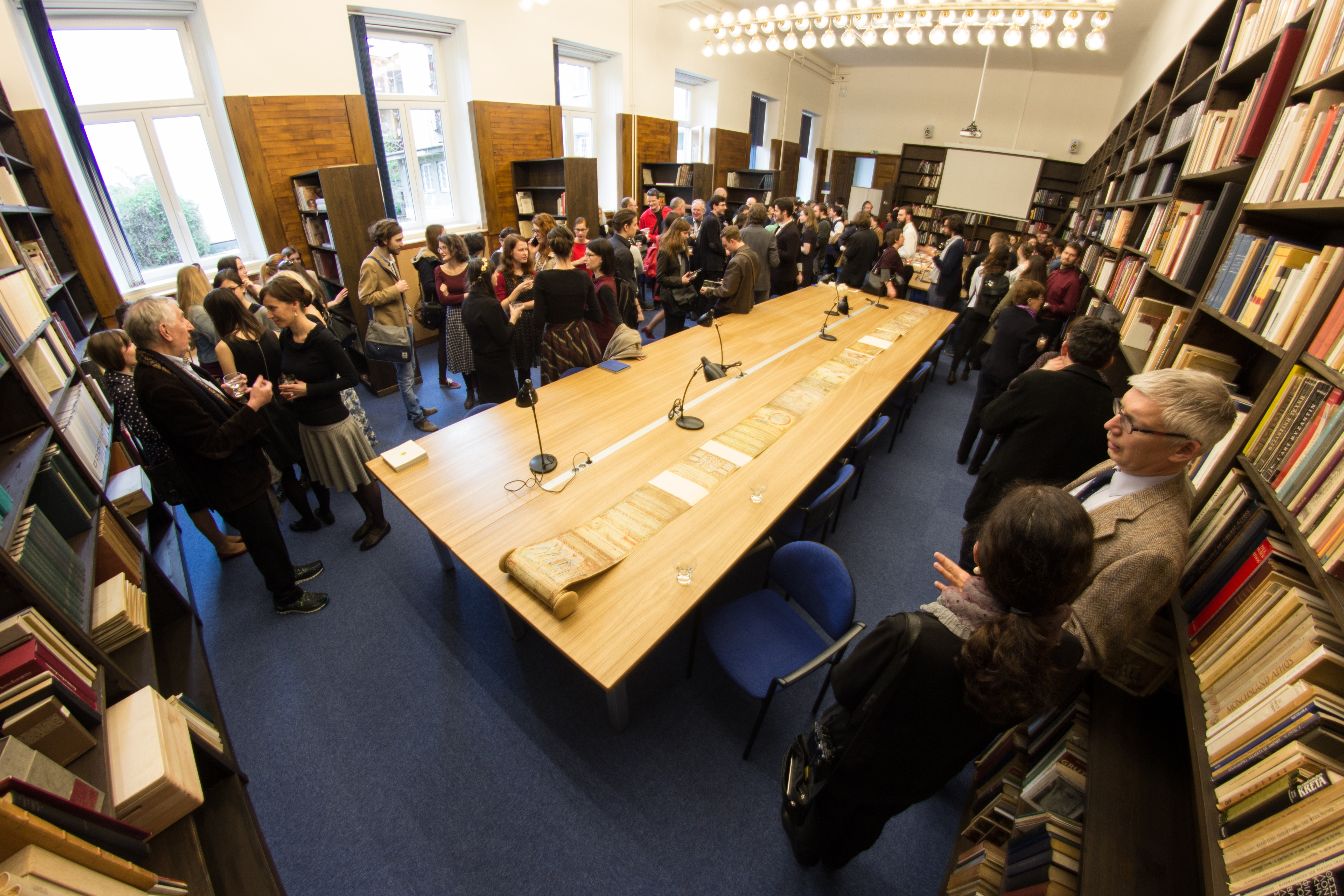
Otevírání knihovny
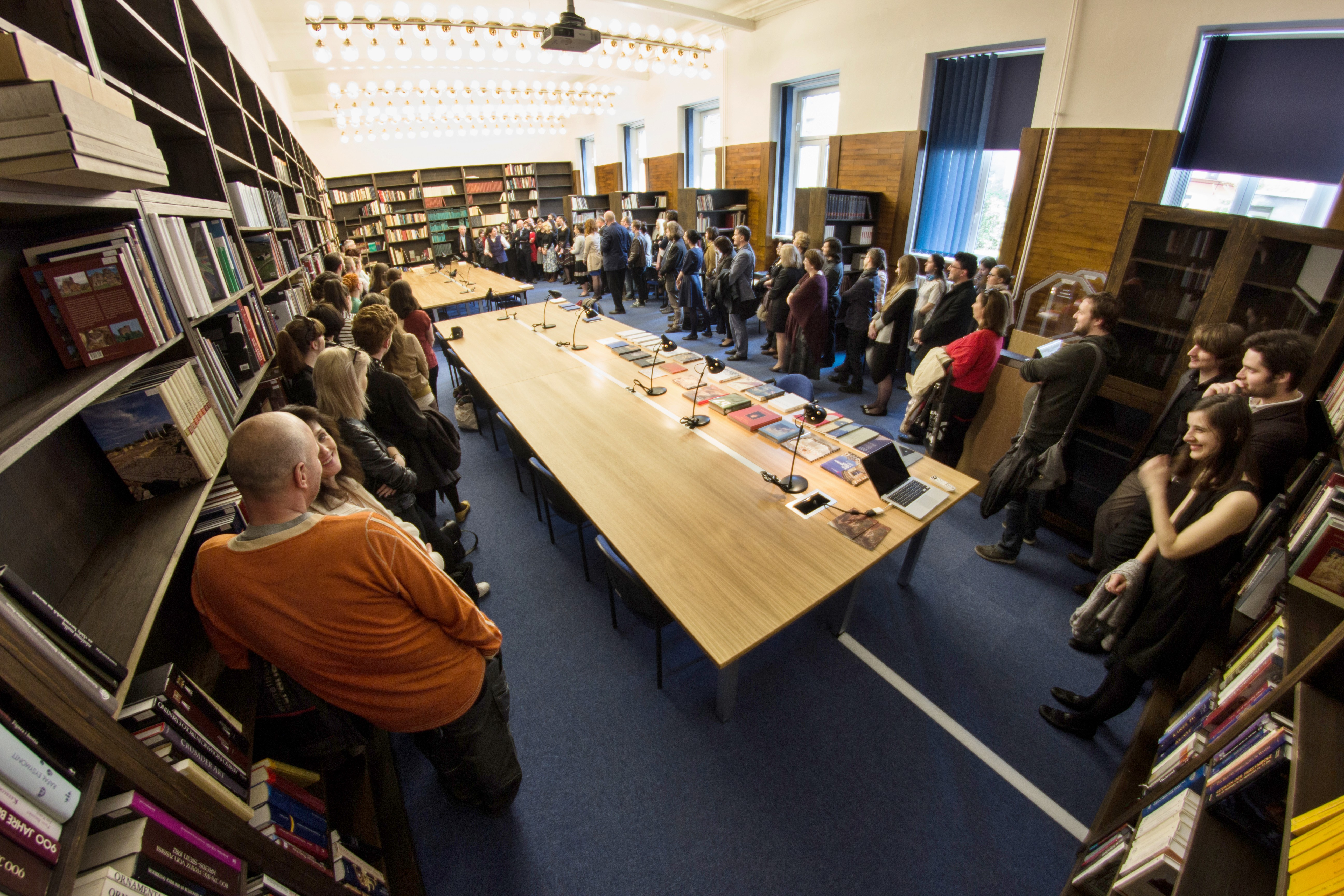
Pohled na celou knihovnu během otevírání